# El Chaparro
El Chaparro – miasto w Wenezueli, w stanie Anzoátegui.